# Carmelo Dominador Flores Morelos
Carmelo Dominador Flores Morelos (11 december 1930 – 17 september 2016) was een Filipijnse rooms-katholieke geestelijke. Morelos was sinds 2006 emeritus-aartsbisschop van het aartsbisdom Zamboanga.
Morelos werd tot priester gewijd op 3 april 1954. Op 36-jarige leeftijd werd hij benoemd tot bisschop van het bisdom Butuan. Van 1991 tot 1995 was Morelos de president van de Filipijnse bisschoppenconferentie. Op 8 december 1994 werd Morelos benoemd tot aartsbisschop van Zamboanga. Over 75-jarige leeftijd ging hij met pensioen en werd opgevolgd door Romulo Geolina Valles.